# Èxit escolar

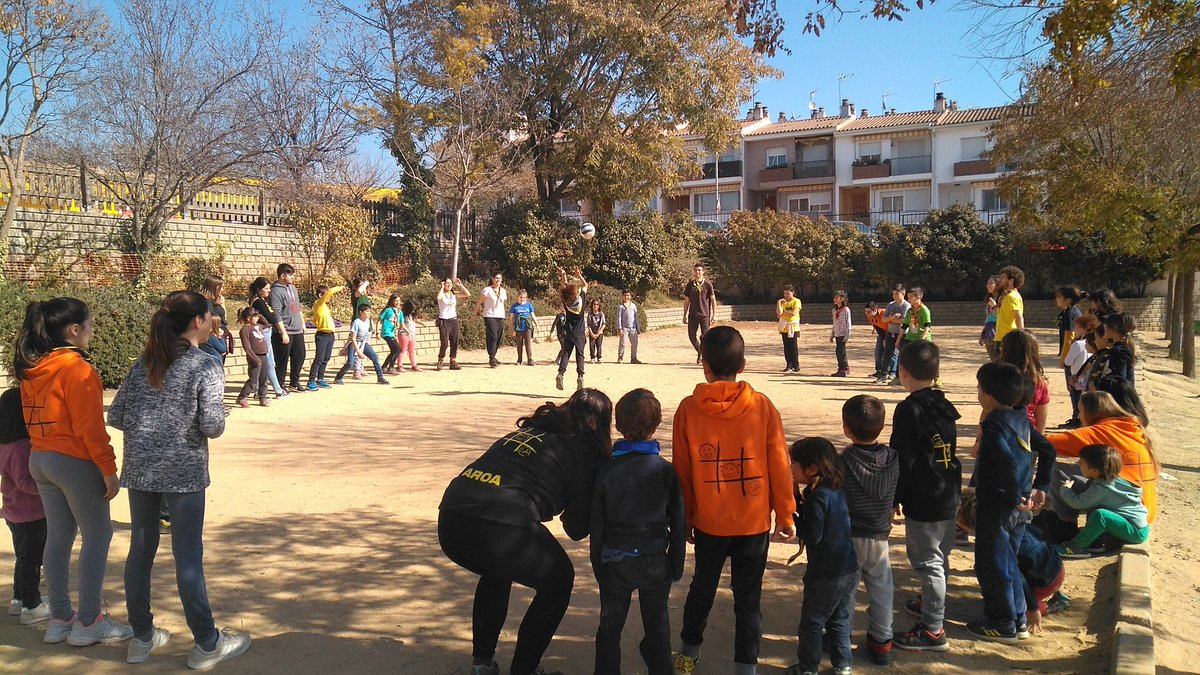
Pràctica educativa d'èxit a l'esplai G.E.P.A.

L'èxit escolar es defineix com la superació de l'abandonament escolar precoç. Dins la literatura científica, es fa referència a èxit escolar com a academic achievement, el qual es consolida quan s'evita aquest fet, principal causant del fracàs educatiu a nivell europeu.
Els factors que influeixen en l'assoliment de l'èxit escolar són principalment els problemes personals com per exemple situacions familiars, les dificultats d'aprenentatge o la fragilitat socioeconòmica. Tanmateix, també hi corresponen altres condicionants secundaris, com per exemple l'entorn, les relacions entre l'alumne-professorat i la disponibilitat dels recursos educatius.
No assolir l'èxit educatiu és un fet directament relacionat tant amb el present com amb el futur, ja que les repercussions que tindrà seran notables. Alguns d'aquests exemples ho són veure's en situació d'atur, d'exclusió social o cultural, la vinculació amb la pobresa i la manca de domini del llenguatge.

## Actuacions Educatives d'Èxit
Amb la finalitat d'assegurar l'assoliment de l'èxit educatiu, la Comissió Europea pretén reduir l'índex d'abandonament escolar precoç a menys del 10% a tots els països integrants de la Unió Europea de cara a l'any 2020 mitjançant la implementació d'estratègies globals preventives així com el garantir iniciatives d'intervenció. Aquestes iniciatives d'intervenció són un dels objectius principals de la Comissió Europea amb relació a l'educació.
És per aquest motiu que s'apliquen i es segueix com a model d'orientació les Actuacions Educatives d'Èxit, definides com les principals responsabilitats educatives. L'aplicació d'aquestes s'exemplifica per exemple amb la European Toolkit for Schools, un mitjà que ofereix propostes i recursos per promoure l'èxit educatiu i evitar l'abandonament, com ho són les Comunitats d'Aprenentatge. Aquestes estratègies comporten un procés de transformació social tant al centre educatiu com a l'entorn geogràfic de forma inclusiva.